# Montner
Montner er en by og kommune i departementet Pyrénées-Orientales i Sydfrankrig.

## Geografi
Montner ligger 27 km vest for Perpignan. Nærmeste byer er mod nordvest Latour-de-France (3 km), mod nord Estagel (4 km) og mod syd Millas (9 km).

## Demografi

### Udvikling i folketal
| 1962                                                              | 1968 | 1975 | 1982 | 1990 | 1999 | 2007 | 2015 | 2017 |
| ----------------------------------------------------------------- | ---- | ---- | ---- | ---- | ---- | ---- | ---- | ---- |
| 367                                                               | 318  | 247  | 247  | 261  | 244  | 311  | 337  | 348  |
| Tal fra og med 1962 er uden dobbelttælling (sans doubles comptes) |      |      |      |      |      |      |      |      |